# Erskine Hamilton Childers
Erskine Hamilton Childers (11 tháng 12 năm 1905 - 17 tháng 11 năm 1974) là một chính trị gia Ireland sinh ra ở Anh quốc, từng là Tổng thống thứ tư của Ireland từ ngày 25 tháng 6 năm 1973 cho đến khi ông qua đời ngày 17 tháng 11 năm 1974. Ông là một Teachta Dála (TD) từ năm 1938 đến năm 1973. Childers từng là Bộ trưởng Bưu điện (1951-1954, 1959-1961 và 1966-1969), Bộ trưởng Bộ Đất đai (1957-1959), Bộ trưởng Bộ Giao thông và Điện (1959-1969), và Bộ trưởng Y tế (1969-1973). Ông được bổ nhiệm làm Tánaiste vào năm 1969.
Cha của ông, Robert Erskine Childers, một người cộng hòa Ireland hàng đầu và là tác giả của bộ phim gián điệp The Riddle of the Sands, đã bị hành quyết trong cuộc Nội chiến Ireland.